# Trafikverket
Trafikverket se sídlem v Borlänge je švédská státní agentura zodpovědná za výstavby, provoz a údržby státních silnic a železnic. Po svém vzniku dne 1. dubna 2010 převzala funkci provozování švédské železniční sítě po zaniklé organizaci Banverket, dále pak převzala povinnosti dřívějšího správce silniční infrastruktury Vägverket a organizace Statens institut för kommunikationsanalys.